# John Henslow
John Henslow, né le 9 octobre 1730 à Woolwich près Londres et mort le 22 septembre 1815 dans le Kent au Royaume-Uni, est un architecte et ingénieur naval – « Surveyor of the Navy » soit l'équivalent d'ingénieur en chef – de la Royal Navy britannique de 1784 à 1806.

## Biographie
John Henslow est le septième enfant d'un charpentier de marine de Woolwich. En 1745, il entre comme apprenti de Thomas Slade pour devenir architecte et ingénieur naval, puis en 1762 devient constructeur en chef des chantiers navals de Woolwich. Il devient en 1771 assistant du « Surveyor of the Navy » de la Royal Navy avant d'occuper le poste en 1784. Anobli en 1793, il prend sa retraite civile en 1806 dans le Kent à Sittingbourne.

## Réalisations
Parmi les navires de marine qu'il a dessinés, se trouvent ceux de la classe Acute et quatre frégates du même modèle dont le bateau-mère était la Phoebe (1795) ; il dessine également les navires de la classe Neptune, impliqués dans la bataille de Trafalgar dont la Neptune (1797) est le premier exemplaire. Il définit également la classe Laurel selon laquelle six navires seront réalisés à partir de 1805. Il conçoit également deux petits tonnages dont le Placentia (1789), sloop de 42 tonneaux destiné aux patrouilles en mer au large de la Colonie de Terre-Neuve.
Son fils, John Prentis Henslow, est le père du géologue John Stevens Henslow. Il est également le grand-père de Francis Hartwell Henslow.

## Postérité
Le cap Henslow à Guadalcanal est nommé en son honneur.